# Racho Petrov
Racho Petrov (Bulgare: Рачо Петров Стоянов) (né le 3 mars 1861 à Choumen, mort le 22 janvier 1942 à Belovo) est un militaire et un homme politique bulgare. il est premier ministre de Bulgarie à deux reprises de janvier à mars 1901, de mai 1903 à novembre 1906.

## Biographie
Il est promu chef d'état-major de l'armée en 1885. Il est nommé ministre de la défense en juillet 1887. Promu en 1896 général d'armée, il est  nommé ministre de l'intérieur en décembre 1900. Il est nommé premier ministre le 21 janvier 1901 par le prince Ferdinand Ier. Il assume en même temps le poste de ministre des affaires étrangères. Il est de nouveau premier ministre le 19 mai 1903. Sous son mandat un mouvement de rébellion s'organise en Macédoine sous l'impulsion de l'« IMRO » (Internal Macedonian revolutionary organisation) et des violences sont dirigées contre la minorité grecque de Bulgarie. Il démissionne le 5 novembre 1906. Pendant la Guerre des Balkans en 1913 il commande la troisième armée bulgare. De 1915 à 1918 il est gouverneur général de Macédoine et inspecteur de l'armée.